# Joanna Jakóbkiewicz-Banecka
Joanna Agnieszka Jakóbkiewicz-Banecka (ur. 1971) – polska biolog, dr hab. nauk biologicznych, profesor uczelni Katedry Biologii i Genetyki Medycznej Wydziału Biologii Uniwersytetu Gdańskiego.

## Życiorys
15 grudnia 2000 obroniła pracę doktorską Mutacje genów p53 i K-ras w niedrobnokomórkowym raku płuca, 4 marca 2011 habilitowała się na podstawie pracy zatytułowanej Nowe metody badania, diagnostyki i terapii chorób o podłożu genetycznym. Pracowała w Instytucie Oceanologii Polskiej Akademii Nauk i Instytucie Biochemii i Biofizyki Polskiej Akademii Nauk.
Objęła funkcję profesor nadzwyczajnej w Katedrze i Zakładzie Mikrobiologii Farmaceutycznej na Wydziale Farmaceutycznym z Oddziałem Medycyny Laboratoryjnej Akademii Medycznej w Gdańsku oraz w Katedrze Biologii Molekularnej na Wydziale Biologii Uniwersytetu Gdańskiego.
Piastuje stanowisko profesor uczelni Katedry Biologii i Genetyki Medycznej Wydziału Biologii Uniwersytetu Gdańskiego.

## Wybrane publikacje naukowe
Joanna Jakóbkiewicz-Banecka jest autorką lub współautorką następujących publikacji naukowych:
- (2002): Analiza czynników ryzyka udaru niedokrwiennego mózgu (badanie wstępne)[3]
- (2010): Impairment of glycosaminoglycan synthesis in mucopolysaccharidosis type IIIA cells by using siRNA: a potential therapeutic approach for Sanfilippo disease[4]
- (2010): Different amounts of isoflavones in various commercially available soy extracts in the light of gene expression-targeted isoflavone therapy[5]
- (2010): Genistein: a natural isoflavone with a potential for treatment of genetic diseases[6]
- (2012): Molecular factors involved in the development of diabetic foot syndrome[7]
- (2014): The phytoestrogen genistein modulates lysosomal metabolism and transcription factor EB (TFEB) activation[8]
- (2015): Effects of flavonoids on expression of genes involved in cell cycle regulation and DNA replication in human fibroblasts[9]
- (2015): Activities of genes controlling sphingolipid metabolism in human fibroblasts treated with flavonoids[10]
- (2015): Modulation of expression of genes involved in glycosaminoglycan metabolism and lysosome biogenesis by flavonoids[11]
- (2017): Models in the Research Process of Psoriasis[12]
- (2018): Molecular action of isoflavone genistein in the human epithelial cell line HaCaT[13]